# Курочкін Павло Олексійович
Павло́ Олексі́йович Ку́рочкін (*6 (19) листопада 1900, с. Горнєво, Смоленська губернія — †28 грудня 1989, Москва) — радянський воєначальник, генерал армії (1959), Герой Радянського Союзу (1945). Учасник Громадянської війни в Росії. Протягом 1954—1968 років — начальник Військової академії імені М. В. Фрунзе, у 1968—1970 роках — представник головного командування Об'єднаних збройних сил країн Варшавського договору в НДР.

## Біографія

### Громадянська війна в Росії, міжвоєнний період
Військову службу розпочав у 1918 році у лавах Червоної армії під час Громадянської війни в Росії. Брав участь в боях з військами генералів Краснова та Юденича. У 1920 році закінчив петроградські кавалерійські курси, отримав під командування кавалерійський взвод. Як командир взводу, ескадрону, а згодом кавалерійського полку, брав участь у Польсько-радянській війні 1920 року та придушенні Тамбовського повстання 1920—1921 років.
Протягом міжвоєнного періоду закінчив Вищу кавалерійську школу РСЧА (1923), Військову академію імені М. В. Фрунзе (1932). Служив на керівних посадах в штабах низки кавалерійських підрозділів РСЧА, займався викладацькою діяльністю на військових кавалерійських курсах.

### Друга світова війна
На момент початку Другої світової війни П. Курочкін — начальник штабу 2-го кавалерійського корпусу, з жовтня 1939 року — армейської кавалерійської групи. У цій якості брав участь у Вторгненні СРСР до Польщі. Під час Радянсько-фінської війни 1939—1940 років командував 28-м стрілецьким корпусом, який кригою Фінської затоки здійснив обхід у тил противника, чим значною мірою визначив успіх Червоної армії в наступальній операції на Карельському перешийку.
Після нападу Нацистської Німеччини та її союзників на СРСР — командувач 20-ї армії, яка брала участь в Смоленській оборонній операції. Згодом — командувач 43-ї, 11-ї та 34-ї армії, заступник командувача та командувач Північно-Західного фронту. З грудня 1943 року — заступник командувача 1-го Українського фронту, брав участь в підготовці та проведенні Корсунь-Шевченківської наступальної операції. З лютого 1944 року — командувач 2-го Білоруського фронту, а з квітня 1944 року — 60-ї армії, на чолі якої брав участь у низці операцій Червоної армії на території Західної України, Польщі та Чехословаччини.

### Повоєнний період
Після завершення Другої світової війни — служба на керівних посадах в структурі збройних сил СРСР, з 1951 року — заступник начальника, а з 1954 року — начальник Військової академії імені М. В. Фрунзе. У 1968—1970 роках — представник головного командування Об'єднаних збройних сил країн Варшавського договору в НДР; з вересня 1970 року — входить до Групи генеральних інспекторів Міністерства оборони СРСР.
Депутат Верховної Ради СРСР 2-го скликання, професор (1962), лауреат Ленінської премії (1980).
Помер 28 грудня 1989 року в Москві, похований на Новодівочому цвинтарі.